# Ganz normale Männer – Der „vergessene Holocaust“
Ganz normale Männer – Der „vergessene Holocaust“ ist ein deutscher Dokumentarfilm von Regisseur Manfred Oldenburg und Produzent Leopold Hoesch aus dem Jahr 2021. Der Film wurde am 25. Januar 2022 im ZDF ausgestrahlt.

## Inhalt
75 Jahre nach dem Ende des Hauptkriegsverbrecherprozesses in Nürnberg wirft die Dokumentation einen Blick auf ein weiteres Verfahren, das Geschichte schrieb. Der Einsatzgruppen-Prozess von Nürnberg gegen Angehörige von vier Todes-Kommandos aus Sicherheitspolizei und SD, dem Sicherheitsdienst der SS, gilt als größter Mordprozess der Geschichte.
Während des Zweiten Weltkrieges wurden sechs Millionen Juden ermordet. Drei Millionen starben in den Vernichtungslagern, zwei Millionen Menschen wurden bei systematischen Massenerschießungen getötet. Ein Umstand, der heute kaum bekannt ist. Die Täter standen ihren Opfern von Angesicht zu Angesicht gegenüber. Sie schossen auf Männer, Frauen, Kinder – Tag für Tag, gehorsam und beflissen, als sei es normale Arbeit. Zehntausende Deutsche gehörten den mobilen Kommandos der Einsatzgruppen und Polizeibataillone an. Der Film wirft einen Blick darauf, wer diese Männer waren und wie sie solche Verbrechen verüben konnten, was die wenigen Überlebenden berichteten und wie sie dem Massenmord entkommen konnten. 
Autor Manfred Oldenburg zeichnet anhand von schriftlichen Überlieferungen, Originaldokumenten, Filmaufnahmen und Fotos sowie szenischen Rekonstruktionen den Weg eines der Mordbataillone nach. Historiker und Sozialpsychologen nehmen dazu Stellung.
Benjamin Ferencz spielt eine zentrale Rolle in dem Film. Der amerikanische Jurist schrieb Weltgeschichte, war in Nürnberg Chefankläger gegen führende Mitglieder der so genannten „Einsatzgruppen“. Ein aktuelles ausführliches Interview mit dem inzwischen hundertundein Jahre alten Ferencz bildet einen Leitfaden für den Film.

## Produktion und Vertrieb
Der Film ist eine Koproduktion von Broadview Pictures und dem ZDF. Seit dem 6. Juni 2023 ist der Film auf der Streaming-Plattform Netflix verfügbar. 